# ندرة (اقتصاد)

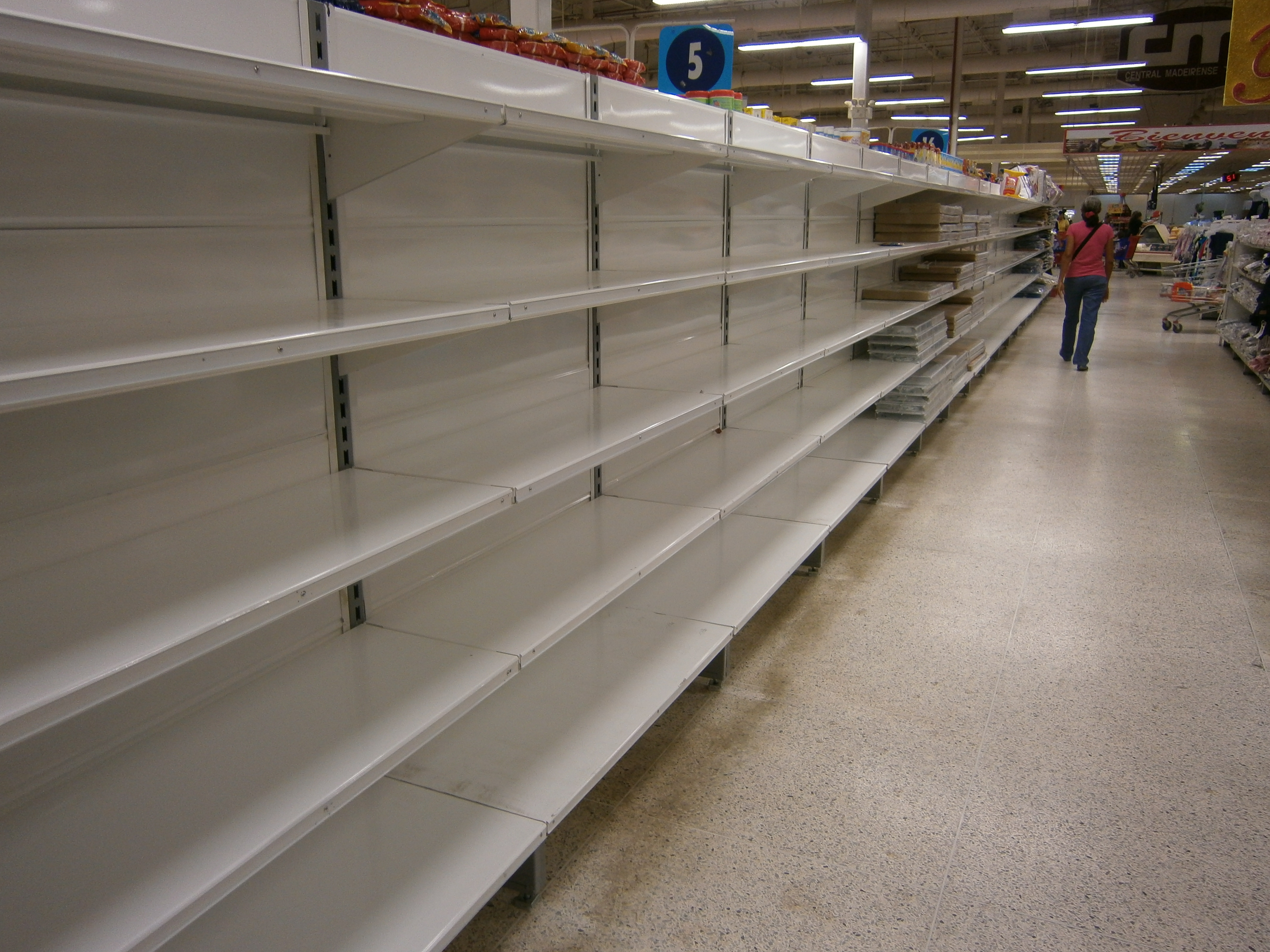

الندرة هي مشكلة اقتصادية أساسية تتمثل في امتلاك البشر لرغبات وحاجات غير محدودة في عالم محدود الموارد. تنص المشكلة على أن المجتمع البشري لا يملك الموارد الإنتاجية الكافية لتلبية كل حاجات ورغبات أفراده. وهي تعني أيضا أنه لا يمكن السعي وراء كل أهداف وغايات المجتمع في نفس الوقت، بل يجب المفاضلة بينها. عرف ليونيل روبنز في مقالة شهيرة له في عام 1932 الاقتصاد بأنه «العلم الذي يدرس السلوك البشري كعلاقة بين الغايات والموارد النادرة التي لها استعمالات بديلة». الندرة بشكل أبسط هي اصطدام رغباتنا غير المحدودة بمواردنا المحدودة.
في علم الأحياء، يقصد بالندرة نقص أو قلة أفراد فصيلة ما. عادة ما تتم حماية هذه الفصائل بقوانين محلية، أو قومية أو دولية للحيلولة دون انقراضها.

## الندرة في الاقتصاد
تسمى السلع (والخدمات) النادرة بالسلع الاقتصادية، (أو ببساطة: سلع إذا كانت ذات ندرة مفترضة). بينما تسمى السلع الأخرى بالسلع الحرة، وهي السلع المرغوبة لكن المتوفرة بكثرة مثل الهواء وماء البحر. قد يشار بشكل غير رسمي إلى توفر سلعة مجانية معينة بكثرة شديدة على أنه أمر سلبي، لكن انعدامها أو قلتها قد يشار إليه على أنه أمر إيجابي، مثل الهواء «النظيف»، والعشب «المشذب»..الخ
يدرس علماء الاقتصاد (من ضمن أمور أخرى) كيف تقوم المجتمعات بتخصيص مواردها، وكيف تفشل المجتمعات في تحقيق الكفاءة العليا من هذه الموارد.
من المرجح أن تظل السلع المادية دوما نادرة بتعريفها، كذلك بعض السلع غير المادية التي ستظل نادرة بشكل مقصود، كالسلع الموضعية مثل الشهرة، وعضوية فئات اجتماعية نخبوية وأوسمة الشرف. يمكن القول عن هذه السلع بأنها قيمتها تنبع من ندرتها. حتى في مجتمع نظري خال من مشكلة الندرة، ستظل بعض السلع نادرة مثل الأراضي ذات الموقع المميز، واللوحات الفنية الأصلية.
من ناحية أخرى، تسببت سهولة الحصول على بعض السلع أو نسخها (مثل الملكية الفكرية) إلى ابتكار ندرة صناعية على شكل قيود قانونية تحد من توافر هذه السلع.